# Kohleria hirsuta
Kohleria hirsuta là một loài thực vật có hoa trong họ Tai voi. Loài này được (Kunth) Regel mô tả khoa học đầu tiên năm 1848.

## Hình ảnh

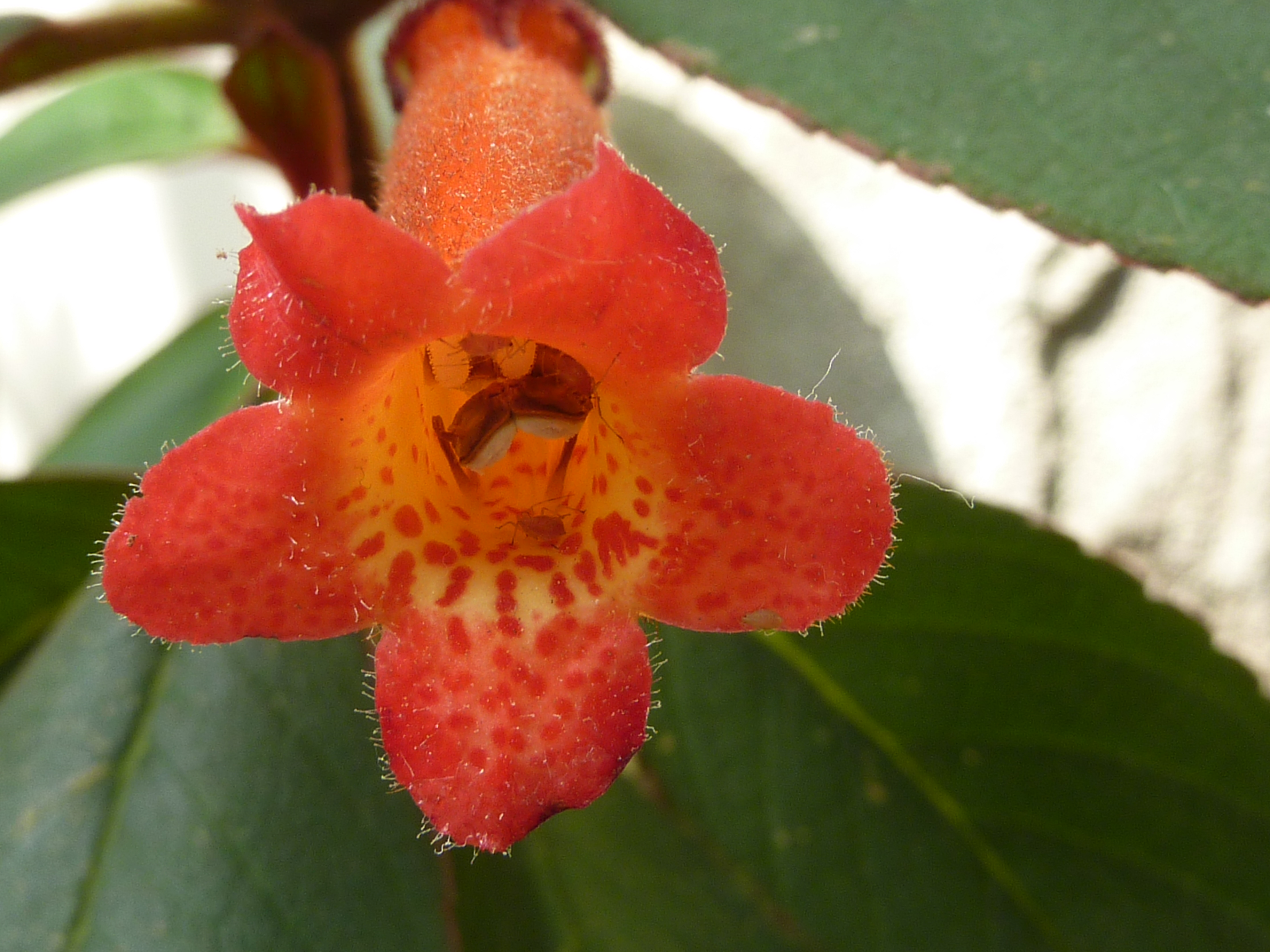
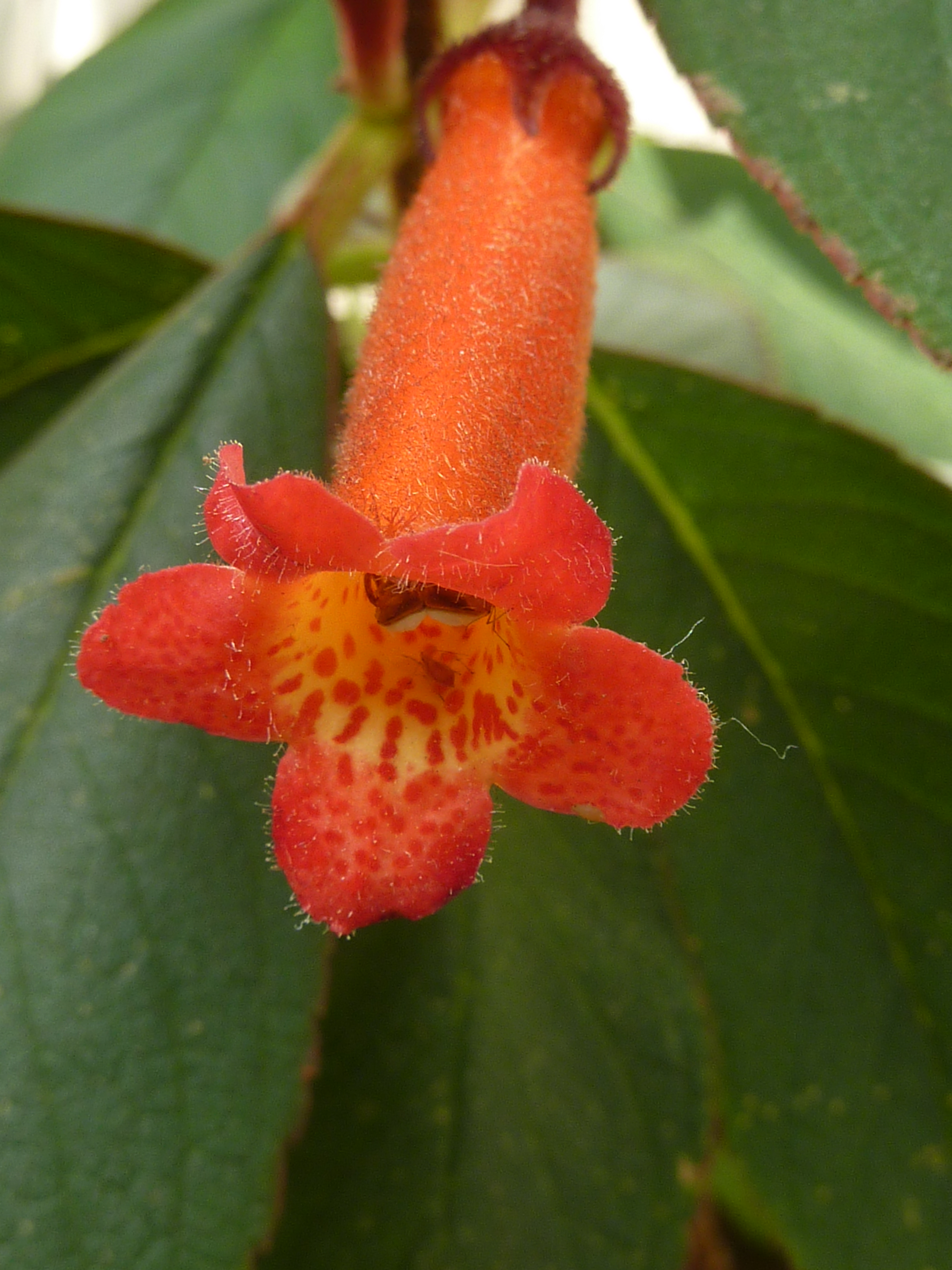
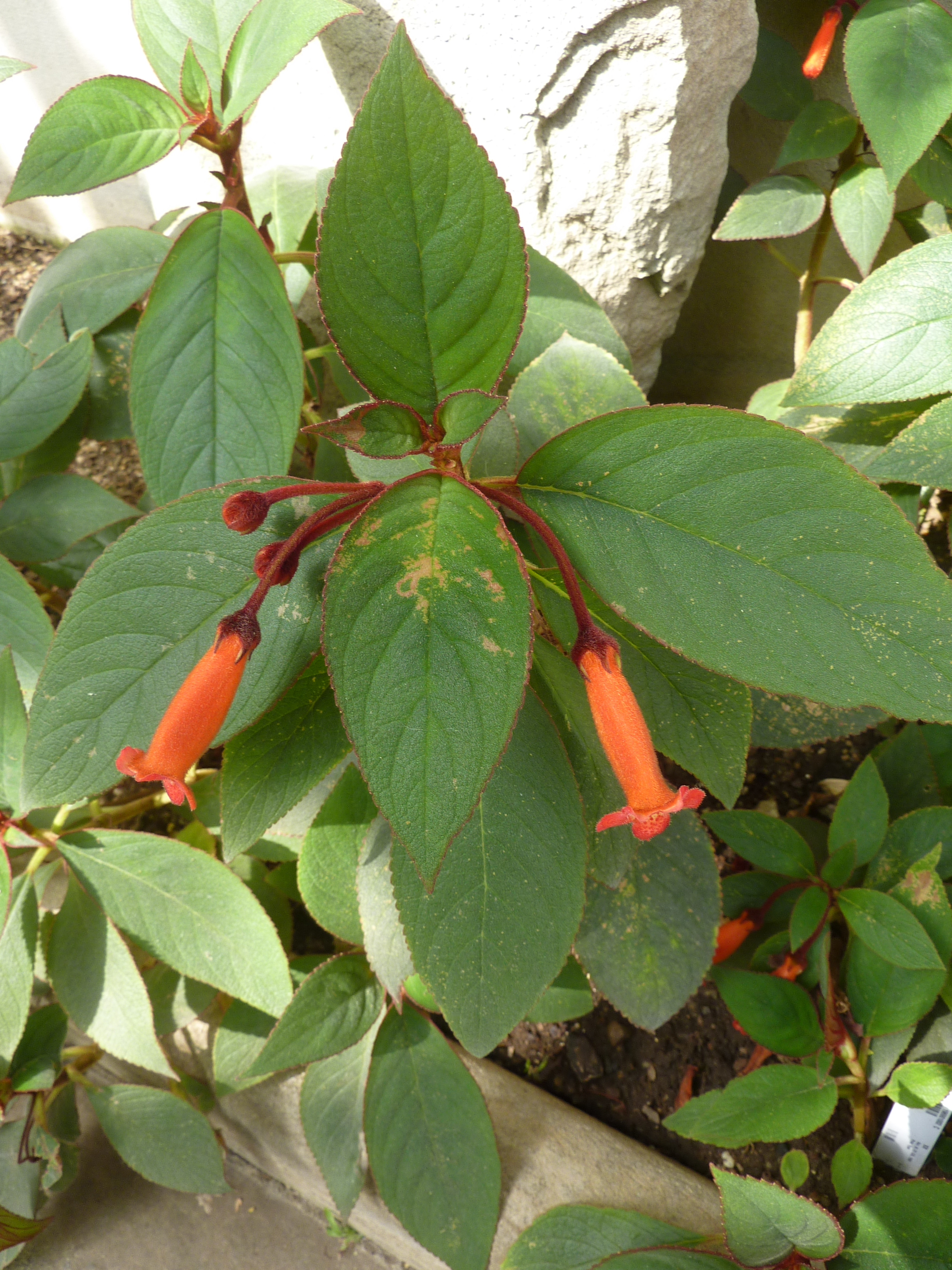
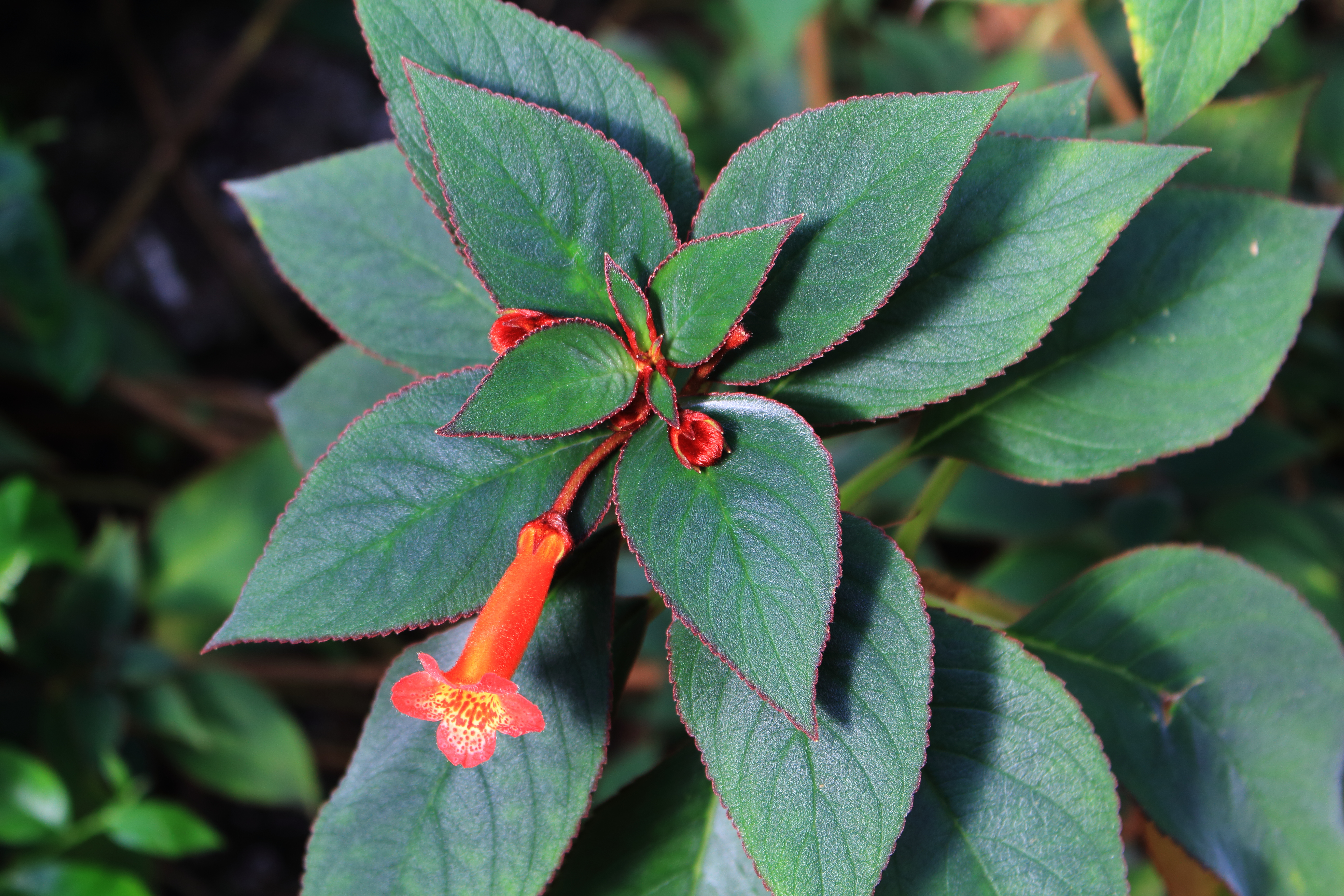